# 夏目吉忠

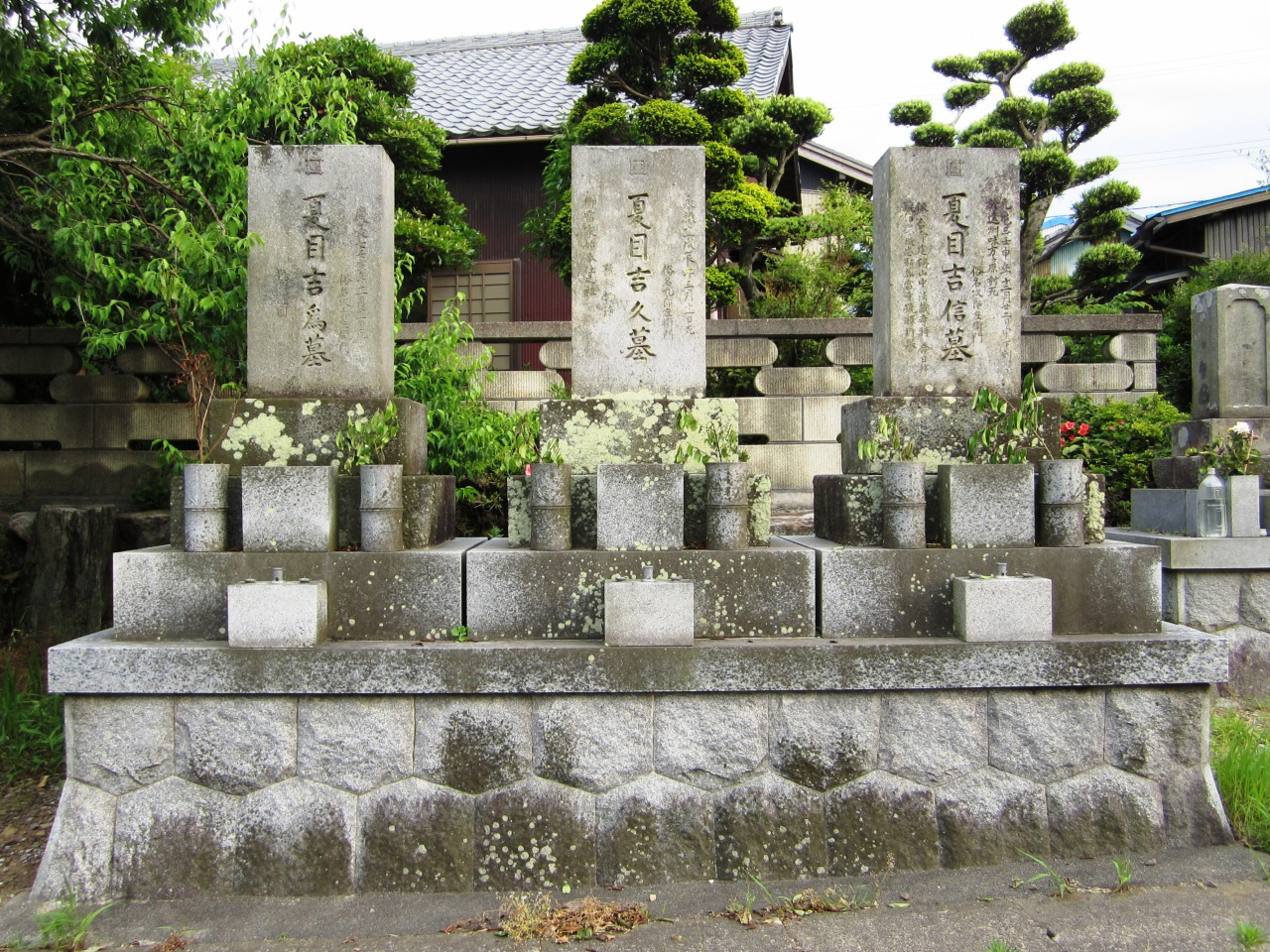
幸田町六栗にある夏目吉忠の墓（左）

夏目 吉忠 （なつめ よしただ、永禄5年（1562年） - 慶長7年11月21日（1603年1月3日））は、戦国時代の武将。夏目吉信の長男。通称次郎左衛門 、孫惣。

## 略歴
はじめ夏目吉為と名乗った。父・吉信の討死後、跡を継ぎ家康に仕えた。慶長5年関ヶ原の戦いに供奉し、慶長7年父が戦死した伊豆国1万石および韮山城を吉忠に授けるとの恩命を受けたが、実際に賜ることは無かった。
慶長7年（1602年）11月21日死去。妻は今村九郎兵衛の娘。